# 하이다족

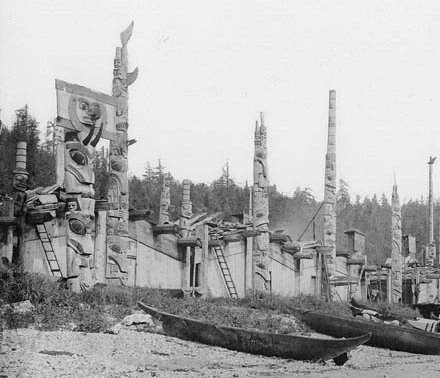
1878년에 촬영된 하이다족 마을. 대목을 구사한 롱하우스와 토템 기둥이 늘어서 있다.

하이다(Haida)는 아메리카 인디언의 한 종족으로 북미 알래스카와 캐나다에 살고 있다.

## 개요
하이다는 북미 서부 캐나다 하이다과이 제도와 미국 알래스카 웨일즈 섬에서 살고 있는 원주민으로, 북미 서부 연안에서 어로를 생업으로 하면서, 모계혈연집단을 크게 구성하여 생활해 가고 있다.
하이다 영토는 브리티시컬럼비아주의 하이다과이 제도이다.(공식적으로 퀸 샬로트제도로 명명) 하이다언어로 하이다 과이는 "사람들의 섬들"이라는 말이며, 역사상 오늘날까지 "가이자니 하이다"족들은 알래스카 남부와 알래스카 최남단인 웨일즈남부에 거주하고 있다.
하이다 원주민이란 캐나다 영토내 원주민과 캐나다 원주민 공동체를 포함하고있으며, 알래스카에서는 틀링깃 하이다 인디언중앙위원회라고 한다.
하이다 문화는 인접해 있는 틀링깃족이나 치무시족과 비슷한 점도 있다고 한다. 하이다족은 토템 폴, 가면, 나무상자, 동판, 바구니세공, 슬레이트 조각 등이 유명하며, 이 모티브들은 매우 정교하게 가공된 좌우대칭무늬로 만들어졌다. 그래서 하이다족이 만든 만든 토템 폴, 탈, 제구, 의류, 통나무배 등은 인접한 부족들도 진귀하게 여겼다.
하이다족은 물고기, 새와 관련된 주술을 가지고 있으며, 최고신의 존재를 믿는다고 한다. 또한 고유한 언어인 하이다어를 가지고 있다.
하이다족의 예술과 마을이 남는 스쿠가와이는 유네스코 세계 유산에 등록되어 있다. 그 북쪽으로는 가와이 하아나스 국립 공원도 캐나다 국립 사적지로 지정되어 있다. 하이다족의 디자인 표현과 정교한 조각 기술로 알려져 현재에도 빌 리드 등의 예술가가 알려져 있다.
하이다어는 종종 나데네어족으로 분류되지만, 보통 고립어로 여겨진다.

## 같이 보기
- 미국 원주민
- 캐나다 원주민
- 틀링깃족
- 치무시족